# 소프트웨어 개발 방법론

소프트웨어 개발 방법론은 소프트웨어를 생산하는 데에 필요한 프로그래밍 개발 과정들을 정리하고 표준화하여 프로그래머들이 프로그래밍 개발과정에서 각개인이 개발과정에서의 일관성을 유지하고 프로그래머들간의 효과적인 협업이 이루어질수 있도록 돕기 위한 방법론이다.

## 역사

#### 1970년대
- 1969년까지 구조적 프로그래밍이 주로 쓰였다.

#### 1980년대
- 구조적 시스템 분석과 설계 방법론이 쓰였다.

#### 1990년대
- 객체 지향 프로그래밍이 1960년대부터 개발되어, 1990년대 중반에 주류 개발 방법론이 된다.
- 고속 개발 방법론이 1991년부터 쓰인다.
- 스크럼이 1990년 후반부터 쓰인다.
- SEI의 와츠 험프리가 팀 소프트웨어 프로세스를 개발한다.

#### 2000년대
- 익스트림 프로그래밍이 1999년부터 쓰인다.
- 래셔널 통합 프로세스 (RUP)가 1998년부터 쓰인다.
- 스콧 앰블러가 2005년에 애자일 통합 프로세스 (AUP)를 시작한다.

## 소프트웨어 개발 접근법
소프트웨어 개발 접근법에는 전통적으로 폭포수 모델, 프로토타이핑, 진화적 모델, 나선형 모델, 고속 개발 도구 등이 쓰여왔다.

## 같이 보기
- 소프트웨어 개발